# Marathon (Ontario)
Marathon ist eine Stadt in Ontario, Kanada. Sie liegt am nördlichen Ufer des Oberen Sees und nah am Trans-Canada Highway.
In Marathon gibt es eine große Papierfabrik, welche der Hauptarbeitgeber und Mittelpunkt der industriellen Anziehungskraft der Stadt ist.

## Persönlichkeiten
- David Douglas Crosby (* 1949), römisch-katholischer Geistlicher, Bischof von Hamilton ab 2010